# Histoire de l'enfance

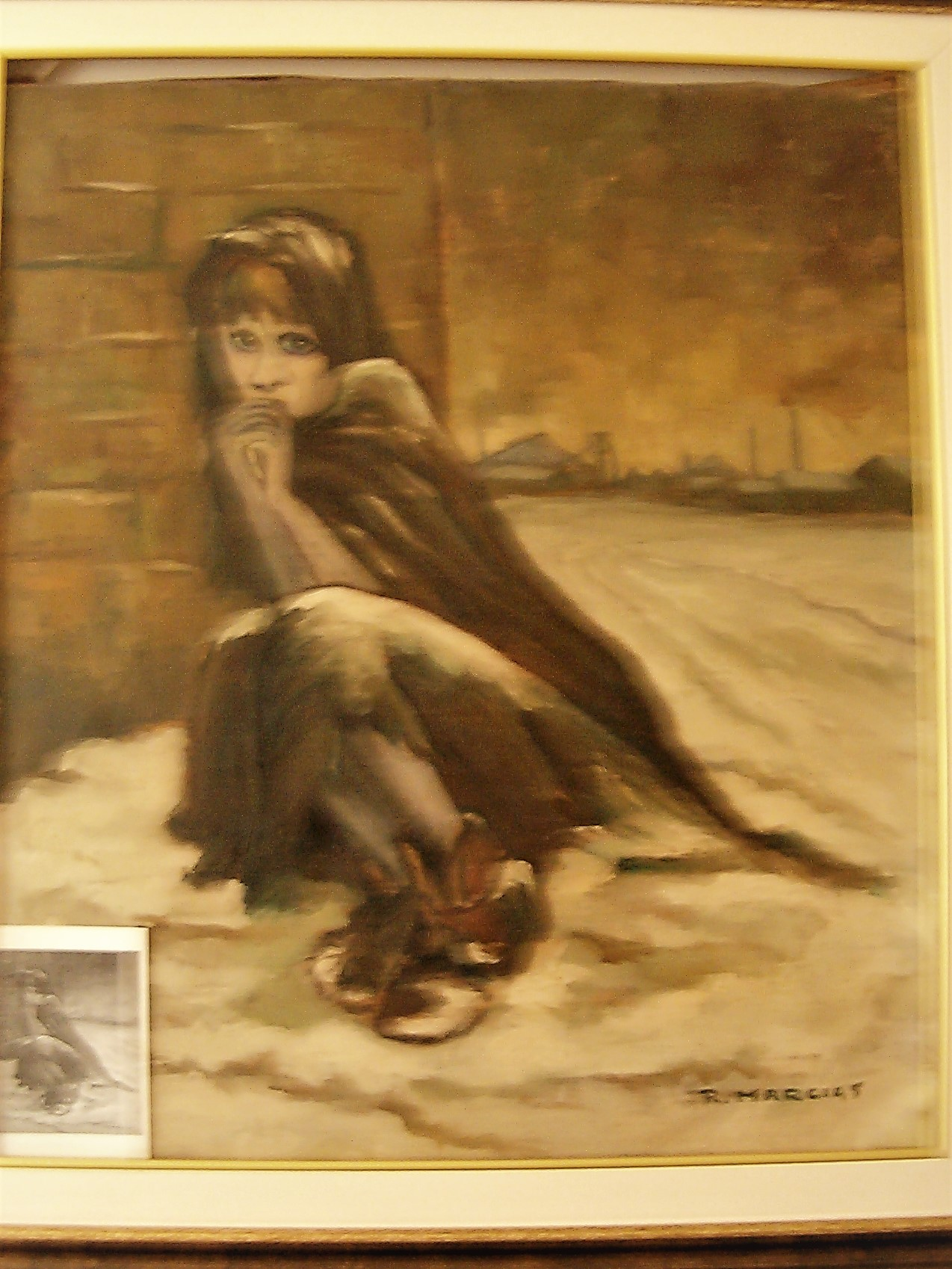
Enfance abandonnée est une œuvre de Robert Marciat, peintre paysagiste de Le Roux, qu'il a offerte en 1964 en faveur de l'enfance abandonnée.

L'histoire de l'enfance est un sujet d'histoire sociale depuis l'ouvrage de l'historien français Philippe Ariès, L'Enfant et la vie familiale sous l'Ancien Régime, publié en 1960. Ariès y définissait « l'enfance » comme un concept créé par la société moderne, alors qu'avant le 17e siècle, les enfants étaient considérés comme des adultes en miniature. 
D'autres chercheurs ont souligné que l'éducation des enfants à l'époque médiévale et moderne n'était ni négligente, ni brutale. Wilson fait valoir que dans le contexte de la pauvreté préindustrielle et de la mortalité infantile élevée, les pratiques d'éducation des enfants comportaient des soins parentaux importants pendant la maladie et le deuil, les sacrifices des parents pour assurer le bien-être des enfants, et que la pratique religieuse  valorisait l'enfance. 

## L'enfance au Moyen Âge

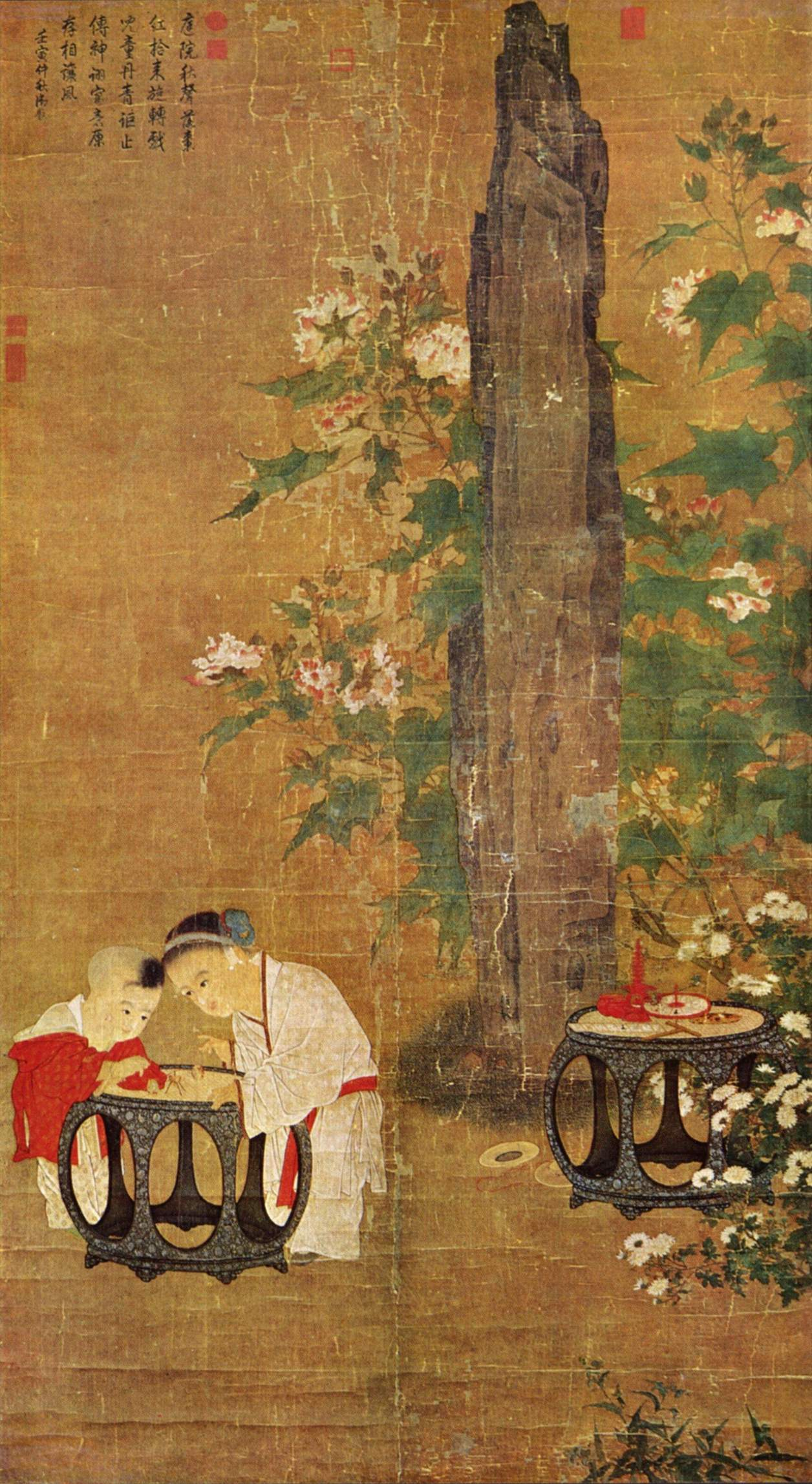
Playing Children, de l'artiste chinois de la dynastie Song Su Hanchen, v. 1150 AD.

Les familles de l'ère préindustrielle impliquaient parfois la famille élargie, avec des grands-parents, des parents, des enfants et peut-être d'autres parents vivant tous ensemble et dirigés par un patriarche âgé, comme dans les Balkans - et dans les familles aristocratiques. Cependant, le modèle typique en Europe occidentale était celui de la famille nucléaire. Les enfants étaient souvent temporairement envoyés comme domestiques chez des parents ayant besoin d'aide. 
Dans l'Europe médiévale, la naissance d'un enfant était un événement notable, qui permettait d'élaborer de futures stratégies matrimoniales, notamment au sein des familles nobles. Les anniversaires n'étaient pas des événements majeurs, car les enfants célébraient plutôt la fête du saint dont ils tenaient le prénom. 
Les principales cathédrales gèrent des programmes d'éducation pour un petit nombre d'adolescents destinés à produire des prêtres. Les universités commencent à apparaître pour former des médecins, des avocats, des fonctionnaires et (surtout) des prêtres. Les premières universités apparaissent vers 1100: l'Université de Bologne en 1088, l'Université de Paris en 1150 et l'Université d'Oxford en 1167. Les étudiants y sont admis dès l'âge de 13 ans et pour une durée de 6 à 12 années.

## Époque moderne
En Angleterre, à l'époque élisabéthaine, la transmission des normes sociales est une affaire de famille : les enfants y apprennent l'étiquette des bonnes manières et du respect des autres. Certains garçons fréquentent l'école animée par le prêtre local.  
Progressivement, au XVIIe siècle, la façon dont les sociétés perçoivent l'enfant évolue. Les adultes voient de plus en plus les enfants comme des êtres distincts, innocents et ayant besoin de protection et de formation. 
Le philosophe John Locke formule en 1690 sa théorie de la tabula rasa dans son Essai sur l'entendement humain. Elle présente l'esprit humain comme une ardoise d'abord vierge, sur laquelle s'inscrivent progressivement, par le biais des expériences sensorielles, compétences et connaissances. Un corollaire de cette doctrine était que l’esprit de l’enfant était né vide, et que les parents avaient le devoir de donner à l’enfant des notions correctes. Locke souligne l'importance de fournir aux enfants des « livres agréables et faciles » pour développer leur esprit, plutôt que d'utiliser la force pour les contraindre. 
Le développement de la  classe moyenne commerciale, principalement dans les pays protestants de Hollande et d'Angleterre met en valeur l'éducation des enfants. Le puritanisme souligne l'importance du salut individuel et le souci du bien-être spirituel des enfants. De cette préoccupation nouvelle découle la notion de droits, comme ceux des enfants pauvres à la subsistance, à l'appartenance à une communauté, à l’éducation et à la formation professionnelle. Les Poor Relief Acts en Angleterre élisabéthaine confient à chaque paroisse la responsabilité de prendre soin de tous les enfants pauvres de la région. 

### L'enfance au début de l'Angleterre moderne

#### Enfance et adolescence
À l'époque moderne, les âges et étapes de l'enfance restent arbitraires. 
L'adolescence est une notion débattue. Pour Philippe Ariès, la notion est absente de la société moderne, l'enfant intégrant le monde adulte après sa septième année. D'autres historiens assimilent l'adolescence à  « l'âge de la floraison ou de la luxure » et lui fixent des bornes mouvantes, cette période étant close par le mariage. Cette conception largement répandue reprend la théorie du médecin grec Galien, dans laquelle les âges de la vie restent déterminés par une humeur : « Les petits enfants étaient dominés par l'humeur sanguine. La notion de jeunesse comme une période régie par l'humeur chaude, ou l'humour, ou le feu... pourrait être utilisée pour évoquer une variété de qualités: audace, arrogance, activité excessive, témérité, un esprit facilement attiré par la querelle et la vengeance, et surtout à la désobéissance, à l'émeute et à la rébellion ». 
La témérité associée à l'adolescence est reliée au péché religieux. Les parents catholiques doivent donc fournir à leurs enfants «une éducation constante et diligente, une discipline stricte et une éducation appropriée». La sévérité dans l'éducation poursuit ainsi un but moral et religieux, et restreint la place de l'affection, à un moment où environ la moitié des enfants mourraient avant l'âge de dix ans.  
Le comportement de l'enfant bénéficie cependant d'une tolérance générale, et l'on estime que les excès finiront par disparaître avec le temps. 

#### Rôle économique
Les enfants remplissent un rôle économique majeur au sein du ménage. Cela comprend aller chercher de l'eau et ramasser du bois pour le foyer, faire les courses, aider les mères à traire, préparer la nourriture, nettoyer, laver et raccommoder. Les familles rurales apprennent aux enfants à tourner et à carder, le tricotage, la dentelle.  Selon les saisons, les enfants effectuent une myriade de tâches autour de la propriété. Les jeunes enfants aident à faire du hersage, puis à labourer, à effrayer les oiseaux, à arracher les mauvaises herbes, à cueillir des fruits et à répandre le fumier. 
Du XVIe siècle à la première moitié du XVIIe siècle, la population d'Angleterre double, atteignant 5 millions d'habitants. Le travail des enfants devient crucial d'un point de vue économique, et la différenciation des travaux selon le sexe fait partie de l'éducation dans une société patriarcale,. 
Pour les hommes, leur formation consiste principalement à les préparer à de futures carrières dans divers domaines. Les professions associées à « l'enseignement supérieur, l'église, le droit, la médecine, les affaires et l'artisanat, le service militaire, la marine et l'élevage » sont jugées appropriées pour les hommes. Le nombre d'écoles augmente considérablement au XVIIe siècle, offrant un meilleur accès à l'enseignement primaire et supérieur. Il s'agit généralement d'internats. Les programmes éducatifs libéraux en Angleterre visent à préparer « des messieurs au Parlement, à la chaire et au barreau ; pour la gestion des domaines privés et des travaux publics pour les professions et les bourses. ».
L'éducation des filles est plus restreinte : un nombre important de femmes ne bénéficient pas d'une éducation formelle. Des pensionnats pour filles proposent «la cuisine et la lessive, la couture, les travaux d'aiguille, et l'inculcation des grâces sociales par l'enseignement de la musique et de la danse». Les inégalités sociales sont plus marquées que pour les garçons :  les familles aisées éduquent leurs filles car «« l'approvisionnement, assister aux maladies du ménage, protéger les domaines en l'absence des pères, des frères et des maris et traiter les questions juridiques étaient essentiels au bon fonctionnement des domaines ». Sans éducation formelle, les femmes sont cependant responsables de l'enseignement à leurs enfants. Il était du devoir des parents de guider leurs enfants dans la vie en façonnant leur moralité et leurs valeurs. 

#### Mariage
Dans une société patriarcale, le mariage clôt l'enfance. Il implique « la formation d'un ménage séparé qui remplissait une multitude de rôles sociaux et économiques - c'était un lieu d'autorité et de domination masculines, et une unité de procréation, de consommation et de production ». 
Les pressions familiales sur le choix des partenaires des femmes et leur cour sont plus fortes que celles exercées sur les hommes ; les hommes visitant les maisons de débauche n'étaient pas rares :  « les jeunes semblent alors avoir été moins rigides dans leur morale que les adultes mariés. Cela était vrai pour les hommes et dans une certaine mesure pour les femmes ». La cour comprend une « compagnie occasionnelle » lors d'événements publics, mais aussi des réunions dans des espaces beaucoup plus privés,  «des réunions régulières, une familiarité étroite et beaucoup de contacts physiques dans des lieux privés ou semi-privés». 

## L'ère des Lumières

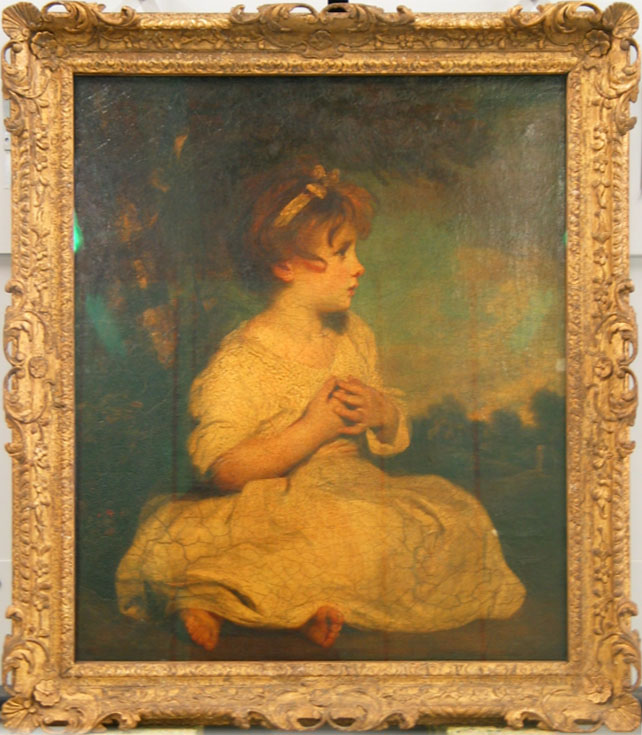
L'âge de l'innocence, vers 1785-1788. Reynolds a souligné la grâce naturelle des enfants dans ses peintures.

La notion moderne de l'enfance avec sa propre autonomie et ses propres objectifs émerge au cours des Lumières et de la période romantique. Jean-Jacques Rousseau formule l'attitude romantique à l'égard des enfants dans son célèbre roman Émile ou De l'éducation. S'appuyant sur les idées de John Locke et d'autres penseurs du XVIIe siècle, Rousseau décrit l'enfance comme une brève période de sanctuaire avant que les gens ne rencontrent les périls et les difficultés de l'âge adulte : « Pourquoi priver ces innocents des joies qui passent si vite [...] Pourquoi remplir d'amertume les premiers jours éphémères de l'enfance, des jours qui ne reviendront pas plus pour eux que pour vous ? ». 
L'idée de l'enfance comme lieu de divinité et d'innocence est exposée par William Wordsworth, qui développe une perception de pureté spirituelle basée sur une notion édénique de l'innocence pastorale imprégnée de notions néo-platoniques de réincarnation. Cette conception romantique de l'enfance remonte selon l'historienne Margaret Reeves dans la poésie néoplatonicienne du poète métaphysique du XVIIe siècle, Henry Vaughan. (par exemple, The Retreate, 1650 ; Childe-hood, 1655).

## Les droits des enfants en vertu de la loi
L'industrialisation accentue le contraste entre une conception romantique de l'enfance et la réalité de l'exploitation des enfants sur le lieu de travail. À la fin du XVIIIe siècle les enfants sont employés dans les usines et les mines et comme ramoneurs travaillant souvent de longues heures dans des emplois dangereux pour un faible salaire. En Angleterre et en Écosse, en 1788, les deux tiers des travailleurs de 143 filatures de coton fonctionnant à l'eau sont des enfants. 

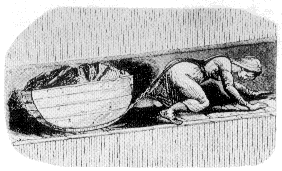
Dans les mines de charbon, les enfants rampaient dans des tunnels trop étroits et trop bas pour les adultes.

Les réformistes attaquent le travail des enfants à partir des années 1830, soutenu par les descriptions horribles de la vie des rue de Londres par Charles Dickens. La campagne qui conduit aux Factory Acts est menée par de riches philanthropes de l'époque, en particulier Lord Shaftesbury, qui présente des projets de loi au Parlement pour atténuer l'exploitation des enfants sur le lieu de travail. En 1833, il introduit la loi de dix heures, qui prévoyait que les enfants travaillant dans les industries du coton et de la laine devaient être âgés de neuf ans ou plus ; aucune personne de moins de dix-huit ans ne devait travailler plus de dix heures par jour ou huit heures un samedi ; et personne de moins de vingt-cinq ans ne devait travailler la nuit. Les interventions juridiques tout au long du siècle augmentent le niveau de protection de l'enfance, malgré la prévalence de l'attitude victorienne du laissez-faire. En 1856, la loi autorise le travail des enfants de plus de 9 ans pendant 60 heures par semaine. En 1901, l'âge autorisé du travail des enfants est porté à 12 ans,.

## Enfance moderne
L'attitude moderne envers les enfants est apparue à la fin du 19e siècle ; les classes moyennes et supérieures victoriennes ont souligné le rôle de la famille et le caractère sacré de l'enfant - une attitude qui est restée dominante dans les sociétés occidentales depuis lors. Cela se voit dans l'émergence du nouveau genre de littérature pour enfants. Au lieu de la nature didactique des livres pour enfants d'un âge antérieur, les auteurs ont commencé à écrire des livres humoristiques axés sur l'enfant, plus en phase avec l'imagination de l'enfant. Les Journées scolaires de Tom Brown de Thomas Hughes sont apparues en 1857 et sont considérées comme le livre fondateur de la tradition de la School story. Le fantasme d' Alice's Adventures in Wonderland de Lewis Carroll, publié en 1865 en Angleterre, a signalé le changement de style d'écriture pour les enfants à un style imaginatif et empathique. Considéré comme le premier « chef-d'œuvre anglais écrit pour les enfants » et comme un livre fondateur dans le développement de la littérature fantastique, sa publication a ouvert le Premier âge d'or de la littérature pour enfants en Grande-Bretagne et en Europe qui a duré jusqu'au début des années 1900. 

### La scolarité obligatoire

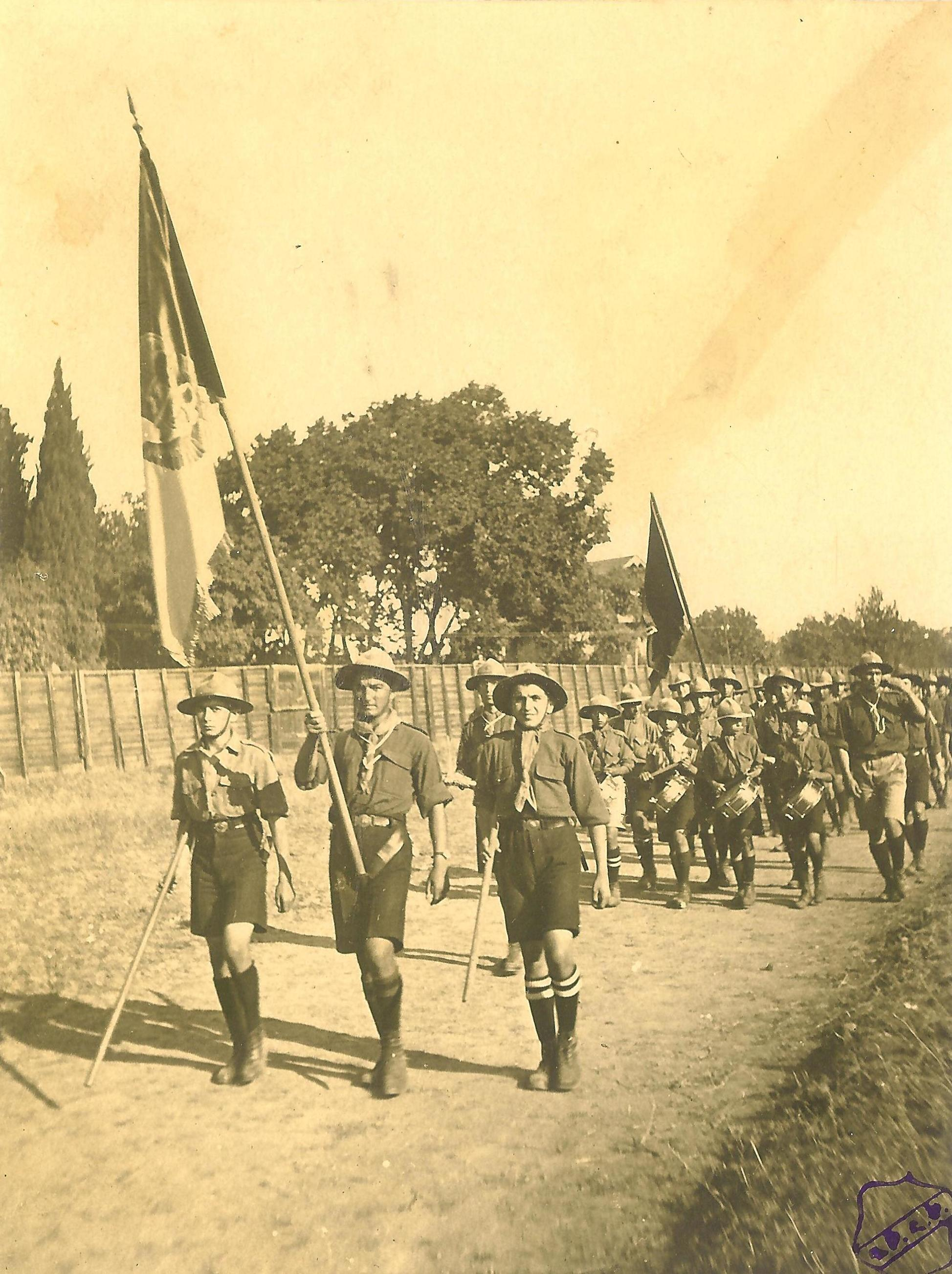
Première procession de scouts arméniens à Constantinople en 1918.

La seconde moitié du siècle a également vu l'introduction de la scolarité obligatoire des enfants dans toute l'Europe, ce qui a définitivement retiré les enfants du lieu de travail. Les méthodes modernes de l'enseignement public, avec des écoles financées par l'impôt, la fréquentation obligatoire et des enseignants instruits sont apparues pour la première fois en Prusse au début du XIXe siècle et ont été adoptées par la Grande-Bretagne, les États-Unis, la France et d'autres nations modernes après 1900. 
L'économie de marché du 19e siècle a permis le concept de l'enfance comme un moment de plaisir. Les poupées et les maisons de poupées fabriquées en usine ravissaient les filles et des sports et des activités organisés étaient pratiqués par les garçons. Les Boy Scouts ont été fondés par Sir Robert Baden-Powell en 1908 qui offraient aux jeunes garçons des activités de plein air visant à développer le caractère, la citoyenneté et les qualités physiques personnelles. 
La nature de l'enfance à la frontière américaine est contestée. Un groupe d'universitaires, suivant l'exemple des romanciers Willa Cather et Laura Ingalls Wilder, soutiennent que l'environnement rural était salubre. Les historiens Katherine Harris et Elliott West écrivent que l'éducation rurale a permis aux enfants de se détacher des hiérarchies urbaines d'âge et de sexe, a favorisé l'interdépendance familiale et a finalement produit des enfants plus autonomes, mobiles, adaptables, responsables, indépendants et plus en contact avec la nature que leurs homologues urbains ou orientaux. D'un autre côté, les historiens Elizabeth Hampsten et Lillian Schlissel offrent un sombre portrait de la solitude, des privations, des abus et du travail physique exigeant dès le plus jeune âge. Riney-Kehrberg prend une position médiane. 

### La créativité
Au milieu du 20e siècle en Amérique, il y avait un intérêt intense à utiliser les institutions pour soutenir la créativité innée des enfants. Elles ont aidé à remodeler le jeu des enfants, la conception de maisons de banlieue, d'écoles, de parcs et de musées. Les producteurs d'émissions de télévision pour enfants ont travaillé pour stimuler la créativité. Les jouets éducatifs conçus pour enseigner des compétences ou développer des capacités ont proliféré. Pour les écoles, l'accent a été mis sur les arts et les sciences dans les programmes. L'accent a été inversé dans les années 1980, alors que la politique publique mettait l'accent sur les résultats des tests, les directeurs d'école minimisaient tout ce qui n'était pas noté aux tests standardisés. Après 2000, certains enfants ont été fascinés par leur téléphone portable, vérifiant souvent leurs messageries ou leur page Facebook.  

### Monde non occidental
Le concept moderne de l'enfance a été copié par les sociétés non occidentales au fur et à mesure de leur modernisation. À l'avant-garde se trouvait le Japon, qui commença activement à s'engager avec l'Occident après 1860. Les dirigeants de l'ère Meiji ont décidé que l'État-nation avait le rôle principal dans la mobilisation des individus - et des enfants - au service de l'État. L'école de style occidental a été introduite comme agent pour atteindre cet objectif. Dans les années 1890, les écoles généraient de nouvelles sensibilités concernant l'enfance. Au tournant du XXe siècle, le Japon comptait de nombreux réformateurs, spécialistes des enfants, éditeurs de magazines et mères bien éduquées qui avaient adopté ces nouvelles attitudes,. 